# Нагароте
Нагаро́те (исп. Nagarote) — город и муниципалитет на северо-западе Никарагуа, на территории департамента Леон.

## Географическое положение
Расположен в южной части департамента, примерно в 42 км от столицы страны, города Манагуа. Абсолютная высота — 96 метров над уровнем моря.

## Экономика
В городе находится ТЭС «Solidaridad» (мощность 54 МВт).
В 2007 году правительство Никарагуа приняло план развития государственной системы здравоохранения и строительства в департаментах страны новых медицинских центров (начавшийся в 2008 году экономический кризис замедлил выполнение этой программы, но позднее центр начали строить и в Нагароте).
В 2022 году была принята государственная программа продовольственного обеспечения, предусматривавшая мероприятия по развитию пресноводного рыбоводства. В сентябре 2022 года в департаменте Леон было создано десять опытных станций по разведению тиляпии (общее руководство этим проектом возложено на университет в Леоне и министерство образования страны, одна из станций создана в Нагароте).

## Население
По данным на 2013 год численность населения города составляет 15 281 человек.
Динамика численности населения города по годам:
| 1971   | 1995   | 2000   | 2005   | 2013   |
| ------ | ------ | ------ | ------ | ------ |
| 12 699 | 29 200 | 23 406 | 19 614 | 15 281 |

## Города-побратимы
- Норуолк, США